# Нова Дача (Павлоградський район)
Нова́ Да́ча — село в Україні, у Богданівській сільській територіальній громаді Павлоградського району Дніпропетровської області. Населення за переписом 2001 року становило 1319 осіб.

## Географія
Село Нова Дача знаходиться на лівому березі річки Велика Тернівка, вище за течією на відстані 1,5 км розташоване село Кохівка, нижче за течією на відстані 4 км розташоване село Богданівка, на протилежному березі — село Зелена Долина. По селу протікає пересихаючий струмок з загатою.

## Історія
Село Нова Дача засноване у 1920 році переселенцями з с. Богданівки, в 1923 році увійшло до складу Павлоградського району.
05.02.1965 Указом Президії Верховної Ради Української РСР передано Богданівську та Новодачинську сільради Петропавлівського району до складу Павлоградського району.

## Пам'ятки
- Поблизу села знаходиться ландшафтний заказник місцевого значення Тернівський.

## Історичні пам'ятники
- дві братські могили радянських воїнів;
- могила радянських активістів;
- школа, де навчались Б. Лосинський і Л. Ружицький (пам'ятка).

## Соціально-культурна сфера
- Новодачинська загальноосвітня середня школа
- Дитячий навчальний заклад № 1 «Горобинушка»
- Дитячий навчальний заклад № 2 «Струмочок»
- Новодачинська лікарська амбулаторія загальної практики сімейної медицини
- Новодачинський сільський будинок культури
- Новодачинська сільська бібліотека

## Постаті
- Котов Олександр Олександрович (1983—2014) — солдат Збройних сил України, учасник російсько-української війни.